# Franz-Josef Gresch
Franz-Josef Gresch (* 5. Dezember 1925; † 18. Dezember 2016) war einer der Mitbegründer des deutschen Ju-Jutsus. Als Träger des 10. Dans war er der höchstgraduierte Ju-Jutsuka Deutschlands.

## Leben
Franz-Josef Gresch übernahm im Jahr 1969 im Auftrag des Deutschen Dan-Kollegiums die Leitung der Entwicklung eines neuen Selbstverteidigungssystems namens Ju-Jutsu. Zusammen mit unter anderem Werner Heim, Otto Brief, Richard Unterburger und Klaus Münstermann entwickelten sie das Ju-Jutsu aus verschiedenen asiatischen Kampfsportarten wie dem direkten Vorläufer Jiu-Jitsu, Karate, Aikido und Judo. Er gilt daher als „Vater“ des Ju-Jutsus und gliederte die Sportart in den Deutschen Judo-Bund (DJB)  ein. Er war außerdem Mitbegründer des Deutschen Ju-Jutsu-Verbands nach dessen Trennung vom DJB 1990. Er wurde deshalb zum Ehrenpräsidenten ernannt.
Zu seinem 87. Geburtstag 2012 wurde Franz-Josef Gresch der 10. Dan verliehen.

## Werke
- Ju-Jutsu 1. Grundtechniken – Moderne Selbstverteidigung. Zusammen mit Werner Heim. Falken-Verlag, 1994, ISBN 978-3806802764.
- Ju-Jutsu 2. Für Fortgeschrittene und Meister. Zusammen mit Werner Heim. Falken-Verlag, 1994, ISBN 978-3806803785.
- Ju-Jutsu 3. Spezial-, Gegen- und Weiterführungstechniken. Zusammen mit Werner Heim. Falken-Verlag, 1996, ISBN 978-3806804850.